# Бентон (Кентаки)
Бентон (енгл. Benton) град је у америчкој савезној држави Кентаки.

## Демографија
По попису из 2010. године број становника је 4.349, што је 152 (3,6%) становника више него 2000. године.
| Група             | 2000.         | 2010.         |
| Белци             | 4.090 (97,5%) | 4.192 (96,4%) |
| Афроамериканци    | 26 (0,6%)     | 16 (0,4%)     |
| Азијати           | 14 (0,3%)     | 24 (0,6%)     |
| Хиспаноамериканци | 38 (0,9%)     | 79 (1,8%)     |
| Укупно            | 4.197         | 4.349         |